# エドガルド・バイエス
エドガルド・J・バイエス（Edgardo J. Baez, 1985年7月12日 - ）は、プエルトリコ自治連邦区バヤモン出身の元プロ野球選手（外野手）。右投右打。NPBでは育成選手であった。

## 経歴
2003年のMLBドラフト4巡目（全体117位）でモントリオール・エクスポズから指名され入団。
2008年に初めてAA級に昇格。ハリスバーグ・セネターズで56試合に出場し、打率.246、2本塁打、13打点の成績を残した。
2009年はAA級ハリスバーグで101試合に出場し、打率.254、9本塁打、28打点の成績を残した。
2010年はAA級ハリスバーグで82試合に出場し、打率.259、3本塁打、28打点の成績を残した。シーズン終了後の11月6日にFAとなった。
2011年2月に福岡ソフトバンクホークスの入団テスト及び春季キャンプに参加。3月30日、同じくテストに合格したジョシュ・ショートとともに育成選手として入団することが発表された。開幕後はこの年設置された三軍を中心に出場し、ウエスタン・リーグにも7試合に出場したが、18打数1安打、打率.056という結果に終わり、シーズン終了後に自由契約となった。
2012年1月12日にボルチモア・オリオールズとマイナー契約を結んだ。AA級ボウイ・ベイソックスで3試合に出場したが、4月13日に自由契約となった。5月29日メキシカンリーグのレイノサ・ブロンコスと契約した。15試合に出場し、打率.203、1本塁打、7打点の成績を残したが、6月14日に自由契約となった。6月26日に独立リーグ・アトランティックリーグのブリッジポート・ブルーフィッシュと契約した。
2014年には、台湾の社会人リーグであるポップコーンリーグの外国人選手ドラフトで、台湾電力から4位で指名され入団した。台湾球界での登録名は、巴耶茲。
2015年7月に2015年パンアメリカン競技大会の男子野球プエルトリコ代表に選出された。

## 詳細情報

### 年度別打撃成績
- 一軍公式戦出場なし

### 背番号
- 137 （2011年）

### 代表歴
- 2015年パンアメリカン競技大会男子野球プエルトリコ代表